# 巴里会
巴里會（ぱりかい）は日本で創立された社交団体。一般にはあまり知られていない。

## 概要
パリに滞在経験のある画家、作家、ジャーナリスト、実業家が集まり、世話役・武藤叟、発起人・黒田鵬心を中心として1930年に発足した。1930年代は関東大震災からの東京復興に市民が沸いていた時期でもあり、巴里会の会員も銀座をパリのような都市にするという問題意識を共有していた。
原点となったのはフランス革命記念日（7月14日）にちなんで毎月14日に会食などをする社交クラブであっり、発足当初は気楽な社交サロン的雰囲気が強かった。しかし、国際社会における当時の日本の立ち位置が緊張状態にあったこともあって、1935年以降は日仏親善と都市美観問題の2つを軸とした公的な運動を展開するようになっていった。

## 会長
- 門倉国輝
- 佐藤尚武

## 会員
- 相羽有
- 伴野文三郎
- 藤島武二
- 藤田嗣治
- 林芙美子
- 石黒敬七
- 石井柏亭
- 川路柳虹
- 三島海雲
- 三浦環
- 岡本かの子
- 大倉喜七郎
- 西條八十
- 関屋敏子
- 田邊孝次
- 山田耕筰
- 吉屋信子

他
出典：「あみ・ど・ぱり」1938年9月号p15　(国立国会図書館デジタルコレクション)

## 機関誌
巴里会の機関誌として1934年3月に『巴里』を創刊。同年10月には『アミ・ド・パリ』に、1936年3月から『あみ・ど・ばり』と誌名変更した。

## 関連
伴野文三郎
銀座の伴野文三郎商店（現在の伴野貿易）創業者。1924年フランスよりパテベビー映写機を輸入し、その後十数年一世を風靡した。
創設1年めの委員の1人（他の委員には秦豊吉など）。1936年3月銀座六丁目に尾張町ビルを竣工し、6階の1室を巴里会事務所として無償提供した。
蚤の市
機関誌『あみ・ど・ばり』は赤字続きでもあったため、その印刷費用捻出と、パリの蚤の市（フランス語: marché aux puces）の賑わいを日本に紹介するため、昭和9年9月29日から開催された。
開催の一切は銀座松坂屋店長の澤田東作に丸投げされ、銀座松坂屋で開催された蚤の市は舶来品が主体ということもあり盛況であった。食堂では「藤田嗣治画伯御指導蚤の市料理」が提供され、売り切れとなっている。
好評につき昭和10年3月には第2回が開催されたほか、増上寺境内でも開催された。